# Josh Adams (Rugbyspieler)
Joshua („Josh“) Huw Adams (* 21. April 1995 in Swansea) ist ein walisischer Rugby-Union-Spieler. Er spielt auf der Position des Außendreiviertels für das walisische Franchise Cardiff Rugby und die walisische Nationalmannschaft. Zu seinen Erfolgen gehören zwei Turniersiege beim Six Nations mit Wales (davon einen mit Grand Slam).

## Biografie

### Vereinskarriere
Adams wuchs in Llanelli auf und ging dort auch zur Schule; in der Oberstufe war sein späterer Nationalmannschaftskollege Steff Evans mit ihm in derselben Klasse. Er begann seine Sportkarriere beim Llanelli RFC in der Welsh Premier Division und gab 2013 sein Debüt gegen den Pontypridd RFC. Er kam auf 30 Einsätze für seinen Verein und erzielte dabei neun Versuche. 2014 wurde er für zwei Spiele an die Carmarthen Quins ausgeliehen. Seinen einzigen Einsatz für das Profi-Franchise Scarlets hatte er am 14. November desselben Jahres im Anglo-Welsh Cup bei der 13:19-Niederlage gegen die Cardiff Blues. Im Mai 2015 gaben die Scarlets bekannt, dass Adams auf die Saison 2015/16 hin zu den Worcester Warriors wechseln wird, die eben erst in die Premiership Rugby aufgestiegen waren. Von Februar 2016 bis zum Saisonende liehen ihn die Warriors an den Cinderford RFC und den Nottingham RFC aus.
Allmählich etablierte sich Adams bei den Warriors als Stammspieler. In der Saison 2017/18 erzielte er insgesamt 13 Versuche und war damit einer von drei gemeinsamen Topskorern der Premiership. Ebenso wurde er ins All-Star-Team der Meisterschaft aufgenommen. Im März 2019 unterschrieb er einen langfristigen Vertrag bei Cardiff Rugby.

### Nationalmannschaft
2014 und 2015 bestritt Adams 14 Partien für die walisische U20-Auswahl und nahm an der Juniorenweltmeisterschaft 2015 teil, bei der er vier Versuche erzielte. Nationaltrainer Warren Gatland berief ihn vor Beginn des Six Nations 2018 erstmals in den Kader der walisischen Nationalmannschaft. Sein erstes Test Match absolvierte er dann am 3. Februar beim 34:7-Heimsieg gegen Schottland. Eine Woche später spielte er auch gegen England, im weiteren Verlauf des Jahres sicherte er sich mit guten Leistungen einen Stammplatz. Beim Six Nations 2019 spielte er in allen fünf Partien über die volle Spieldauer und trug mit drei erzielten Versuchen entscheidend dazu bei, dass die Waliser das Turnier für sich entschieden und auch einen Grand Slam schafften.
Bei der Weltmeisterschaft 2019 spielte er in der Vorrunde gegen Georgien, Australien, Fidschi und Uruguay, wobei ihm gegen Fidschi ein Hattrick gelang. Anschließend kam er auch im Viertelfinale gegen Frankreich, im Halbfinale gegen Sdüafrika und im Spiel um Platz drei gegen Neuseeland zum Einsatz. Mit insgesamt sieben Versuchen war er der Topskorer dieser Weltmeisterschaft. Beim Six Nations 2020 stand Adams in vier Spielen auf dem Platz, konnte aber trotz eines weiteren Hattricks gegen Italien nicht verhindern, dass die Waliser lediglich den fünften Platz belegten. Bei seinen drei Einsätzen im Verlaufe des Six Nations 2021 erzielte Adams gegen England, Italien und Frankreich je einen Versuch, wodurch er seinem Team erneut zum Titelgewinn verhalf.
Im Sommer 2021 nahm Adams an der Südafrika-Tour der British and Irish Lions teil. Er kam in fünf Partien zum Einsatz und erzielte insgesamt acht Versuche. Nur im dritten Test Match gegen die Springboks, das mit 16:19 verloren ging, blieb er ohne Erfolg. Beim Six Nations 2022 gelangen ihm Versuche gegen England und Italien. Gegen Italien wurde er trotz Niederlage in letzter Sekunde zum „Man of the Match“ gekürt, worauf er seine Auszeichnung an Ange Capuozzo überreichen wollte; dieser zeigte sich angesichts der großzügigen Geste gerührt, lehnte jedoch dankend ab.

## Erfolge
Wales:
- Turniersieger Six Nations: 2019, 2021
- Grand Slam: 2019
- Triple Crown: 2019, 2021

Persönlich:
- Topskorer (Versuche) der Weltmeisterschaft 2019